# Haraldssund
Haraldssund – miejscowość na Wyspach Owczych, położona na wyspie Kunoy. Liczy 64 mieszkańców (I 2015 r.). Kod pocztowy miejscowości: FO-785.

## Demografia
Według danych Urzędu Statystycznego (I 2015 r.) jest 67. co do wielkości miejscowością Wysp Owczych.